# Juvenile Hell
Juvenile Hell – debiutancki album studyjny amerykańskiego zespołu hip-hopowego Mobb Deep, wydany w 1993 roku nakładem wytwórni 4th & B’way Records.

## Lista utworów
| #  | Tytuł                                       | Producent(ci)                      | Wykonawcy                |
| -- | ------------------------------------------- | ---------------------------------- | ------------------------ |
| 1  | "Intro"                                     | Mobb Deep                          |                          |
| 2  | "Me and My Crew"                            | Dale Hogan, Keith Spencer          | Havoc, Prodigy           |
| 3  | "Locked in Spofford"                        | Kerwin "Sleek" Young, Paul Shabazz | Havoc, Prodigy           |
| 4  | "Peer Pressure"                             | DJ Premier                         | Havoc, Prodigy           |
| 5  | "Skit #1"                                   | Mobb Deep                          |                          |
| 6  | "Hold Down the Fort"                        | Mobb Deep                          | Havoc, Prodigy           |
| 7  | "Bitch-Ass Nigga"                           | Kerwin "Sleek" Young, Paul Shabazz | Havoc, Prodigy           |
| 8  | "Hit It from the Back"                      | Mobb Deep                          | Havoc, Prodigy           |
| 9  | "Skit #2"                                   | Mobb Deep                          |                          |
| 10 | "Stomp ’Em Out"                             | Mobb Deep                          | Big Noyd, Havoc, Prodigy |
| 11 | "Skit #3"                                   | Mobb Deep                          |                          |
| 12 | "Peer Pressure (The Large Professor Remix)" | Large Professor                    | Havoc, Prodigy           |
| 13 | "Project Hallways"                          | Kerwin "Sleek" Young, Paul Shabazz | Havoc                    |
| 14 | "Flavor for the Non-Believes"               | Kerwin Young                       | Havoc, Prodigy           |

## Single
| Informacje o singlu                                                                  |
| ------------------------------------------------------------------------------------ |
| "Peer Pressure" - Wydany: 28 września, 1992 - B-side: "Flavor for the Non-Believers" |
| "Hit It from the Back" - Wydany: 9 marca, 1993 - B-side:                             |

## Pozycja singla
| Rok  | Utwór                  | Pozycja na listach | Pozycja na listach               | Pozycja na listach |
| Rok  | Utwór                  | Billboard Hot 100  | Hot R&B/Hip-Hop Singles & Tracks | Hot Rap Singles    |
| ---- | ---------------------- | ------------------ | -------------------------------- | ------------------ |
| 1993 | "Hit It from the Back" | -                  | -                                | 18                 |